# フィンランドの林業

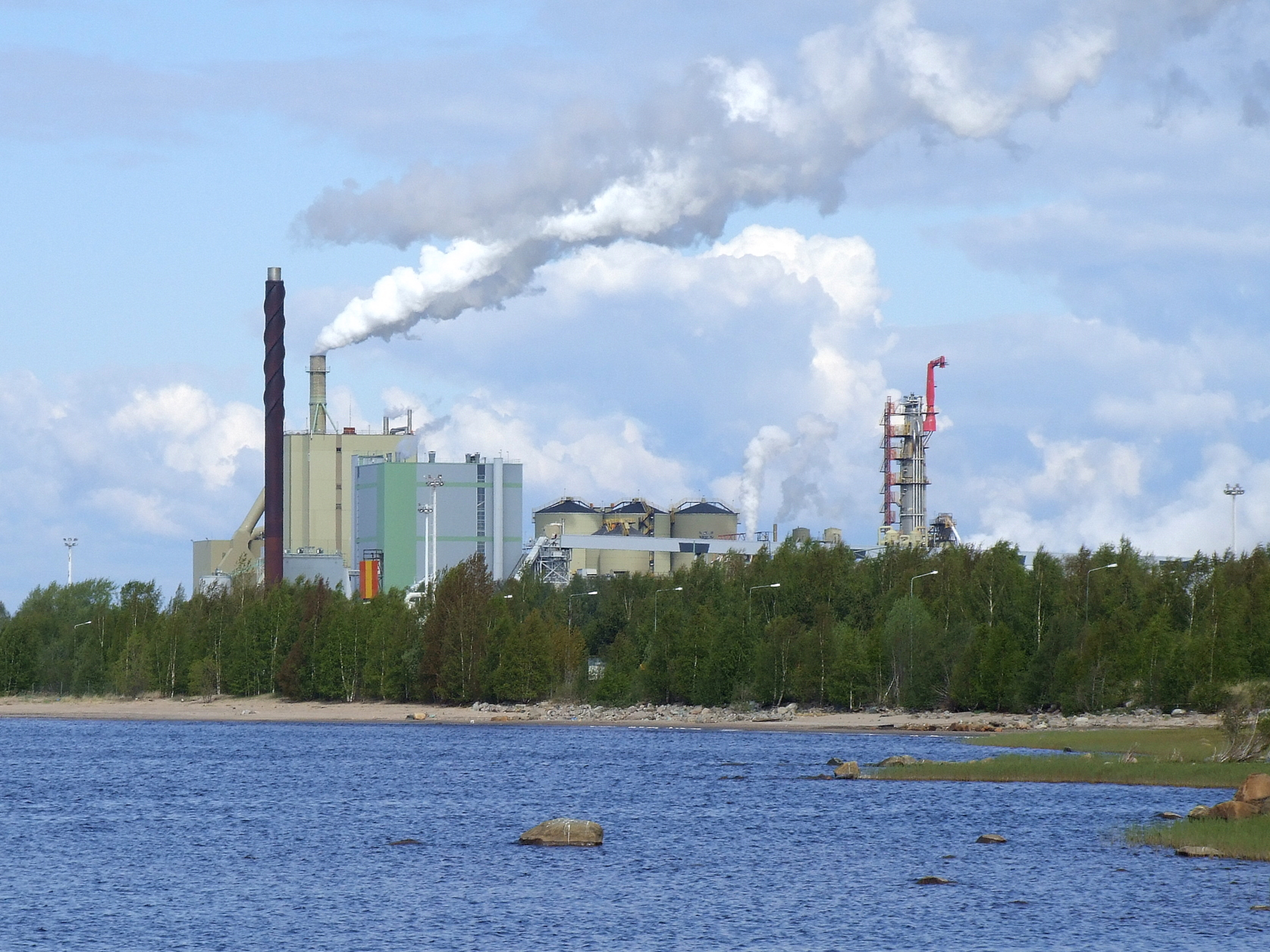
ケミにあるストラ・エンソの紙工場、2009年撮影。

フィンランドの林業（フィンランドのりんぎょう）は、主に機械（木材）と化学（紙とパルプ）林業で構成される。フィンランドはパルプ、紙、ボール紙の主な産出地の1つであり、ヨーロッパ内では割った木材の主な産出地の1つである。フィンランドの林業は直接雇用と間接雇用で約16万人を雇用しており、その相乗効果がフィンランドの社会に広く影響を与えている。

## 規模
2014年、フィンランドの林業総生産（家具業含む）は207億ユーロであり、フィンランドの工業総生産の18パーセントにあたる。フィンランドにおいて、工業の従業員のうち15パーセントが林業である。林業はフィンランドの多くの地域において主な収入源であり、フィンランドの輸出の約20パーセントを占める。
化学林業（製紙とパルプ業とも）では紙、ボール紙、パルプを製造する。フィンランドは紙工場を25か所、ボール紙工場を14か所、パルプ工場を15か所有しており、これらの工場は2014年時点で22,000人を雇用している。
機械林業では木製の品物を機械的に、例えば製材、旋盤加工、重ね接着などで製造する。機械林業のうち雇用を最も生み出しているのは製材である。製材と木版の製造は自動化がなされているが、まだまだ人手を要している。機械林業はフィンランドでは約26,000人を雇用しており、さらに家具の生産に9千人を雇用している。フィンランドの製材所会社など木製品工業の会社は約130社ある。

## 主な会社
フィンランドの林業最大手はストラ・エンソ、UPMキュンメネとメッツァ・ボアルドの3社であり、2005年から2015年までの10年間には製紙業の衰退によりほぼ半分の従業員をリストラした。これらの会社はパッケージや木に由来する化学品の製造に活路を見出そうとしている。